# Христос Чьяпаса
Христос Чьяпаса (исп. Glorioso Cristo de Chiapas) — монументальный крест высотой 62 метра (203 фута), расположенный в мексиканском штате Чьяпас. Крест, внутри которого изображён профиль Иисуса Христа, был спроектирован мексиканским архитектором Хайме Латапи Лопесом. Строительство Cristo de Chiapas началось в 2007 году и было завершено в декабре 2011 года.

## История
Губернатор штата Чьяпас Хуан Сабинес Герреро одним из первых поддержал проект, который, по его словам, станет важным туристическим направлением для Тустла-Гутьеррес и станет «символом города». Жена Сабинеса, Мария Исабель Агилера де Сабинес, была первым президентом совета попечителей проекта.
Финансирование проекта осуществлялось за счёт пожертвований местных прихожан и бизнесменов. Совет попечителей продавал футболки, кепки и даже участки в криптах, чтобы собрать деньги. Банки для пожертвований были установлены в магазинах и на предприятиях города. Первоначально предполагалось, что общая стоимость проекта составит около 60 миллионов мексиканских песо.
Краеугольный камень был заложен 29 апреля 2007 года на церемонии с участием губернатора Сабинеса и Рохелио Кабреры Лопеса, архиепископа Тустлы. Строительство базы началось в сентябре 2007 года.
Проект с самого начала страдал от задержек, часто из-за нехватки финансирования. В 2009 году казначей совета попечителей Фелипе де Хесус Гранда Пастрана гарантировал, что проект будет завершён к 16 сентября 2010 года, к двухсотлетию страны, однако этот срок не был соблюдён. В июле 2011 года компания Granda объявила, что проект получил дополнительно 3 миллиона мексиканских песо и что первый этап строительства будет завершён к сентябрю 2011 года.

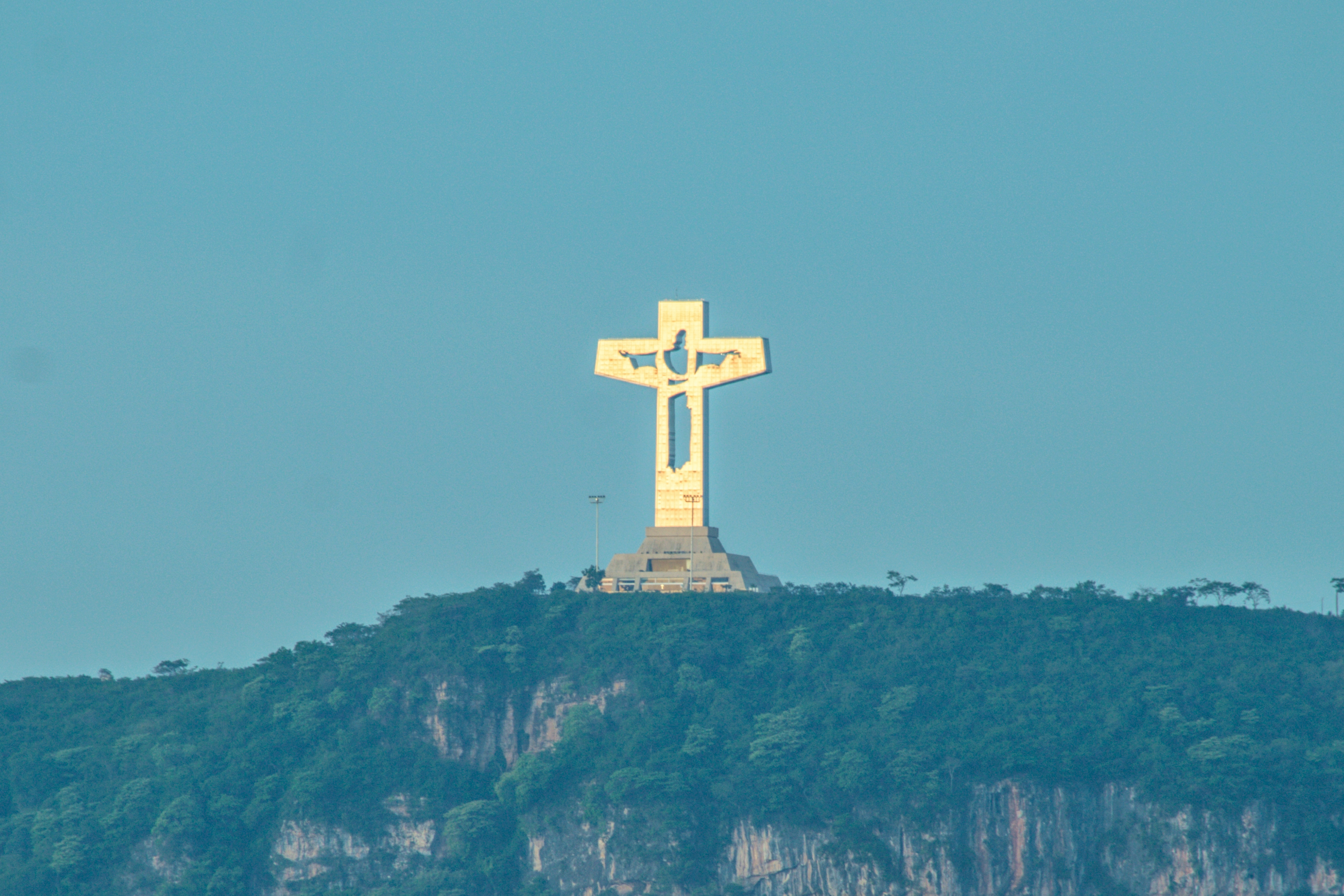
Христос Чьяпаса, вид с севера Тустла-Гутьерреса на рассвете.

Крест был окончательно открыт 6 декабря 2011 года. Первая стадия строительства (включая сам крест и часовню) обошлась в 90 миллионов мексиканских песо. На втором этапе строительства на участке появится коммерческая и туристическая инфраструктура, включая вестибюль, ресторан, музей, классную комнату, сады и новые дороги.
Папа римский Франциск благословил статую во время поездки в Мексику в 2015 году.

## Архитектура
Крест расположен на холме к юго-западу от Тустла-Гутьеррес, столицы штата Чьяпас. Конструкция, выполненная из нержавеющей стали и бетона, включает в себя часовню под крестом для проведения католических церемоний. Крест был спроектирован мексиканским архитектором Хайме Латапи Лопесом.
Кристо-де-Чьяпас высотой 62 метра (203 фута) является самым большим крестом в Мексике. Он на 32 метра (105 футов) выше статуи Христа-Искупителя в Рио-де-Жанейро, Бразилия. Длина конструкции, измеренная от плеча до плеча, составляет 34 метра (112 футов). Весит статуя 180 тонн.